# Sina Hadigala
Sina Hadigala is een bestuurslaag in het regentschap Flores Timur van de provincie Oost-Nusa Tenggara, Indonesië. Sina Hadigala telt 577 inwoners (volkstelling 2010).